# Pont de Bac de Roda
El Pont de Bac de Roda, també conegut com a Pont de Calatrava connecta els districtes de Sant Andreu i de Sant Martí a l'est de Barcelona. La planificació i arquitectura del pont són obra de Santiago Calatrava. Fou una de les primeres obres importants de l'arquitecte i part de la presentació dels Jocs Olímpics d'Estiu de 1992. Va ser construït entre el 1985 i el 1987. El mateix any 1987 va rebre el premi FAD d'arquitectura.

## Emplaçament
El pont connecta el carrer de Bac de Roda, en el districte de Sant Martí, amb el carrer Felip II de Sant Andreu, tot creuant les vies de Rodalies (que connecten el centre de la ciutat amb el Vallès) i les més recents línies d'AVE. A poca distància del pont hi ha l'estació de Bac de Roda de la línia 2 del metro de Barcelona.

## Construcció
La calçada està dissenyada com una estructura de formigó pretesat, que es recolza sobre unes construccions suspeses muntades lateralment. El pont ha estat construït amb materials brillants al llarg del revestiment, a la zona de vianants de rajoles ceràmiques. Les baranes estan fetes d'acer inoxidable. A la nit, el pont s'il·lumina de manera indirecta, per tal que la gent pugui passar-hi sense enlluernar-se.

## Galeria

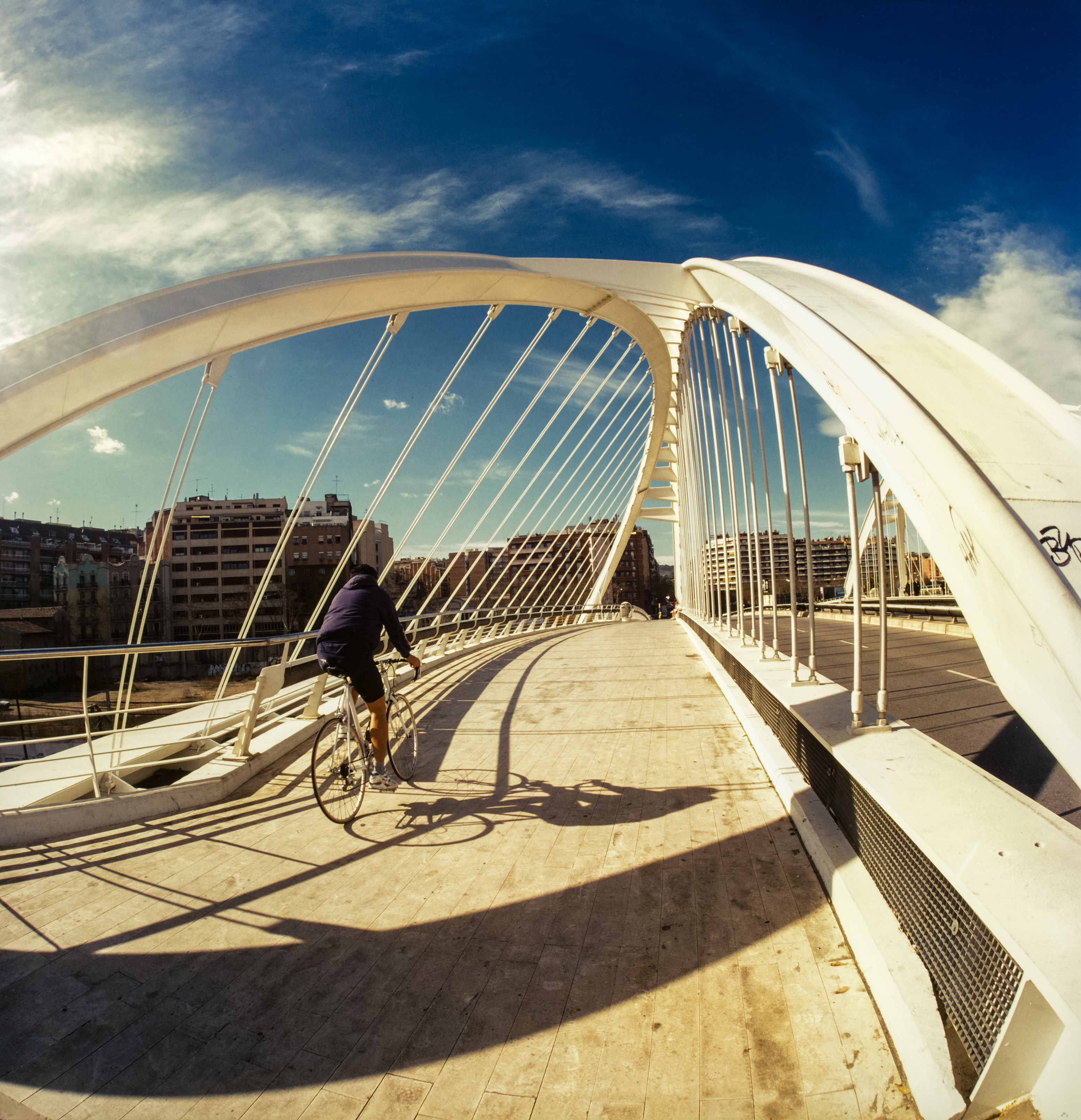
Pas de vianants el 1992
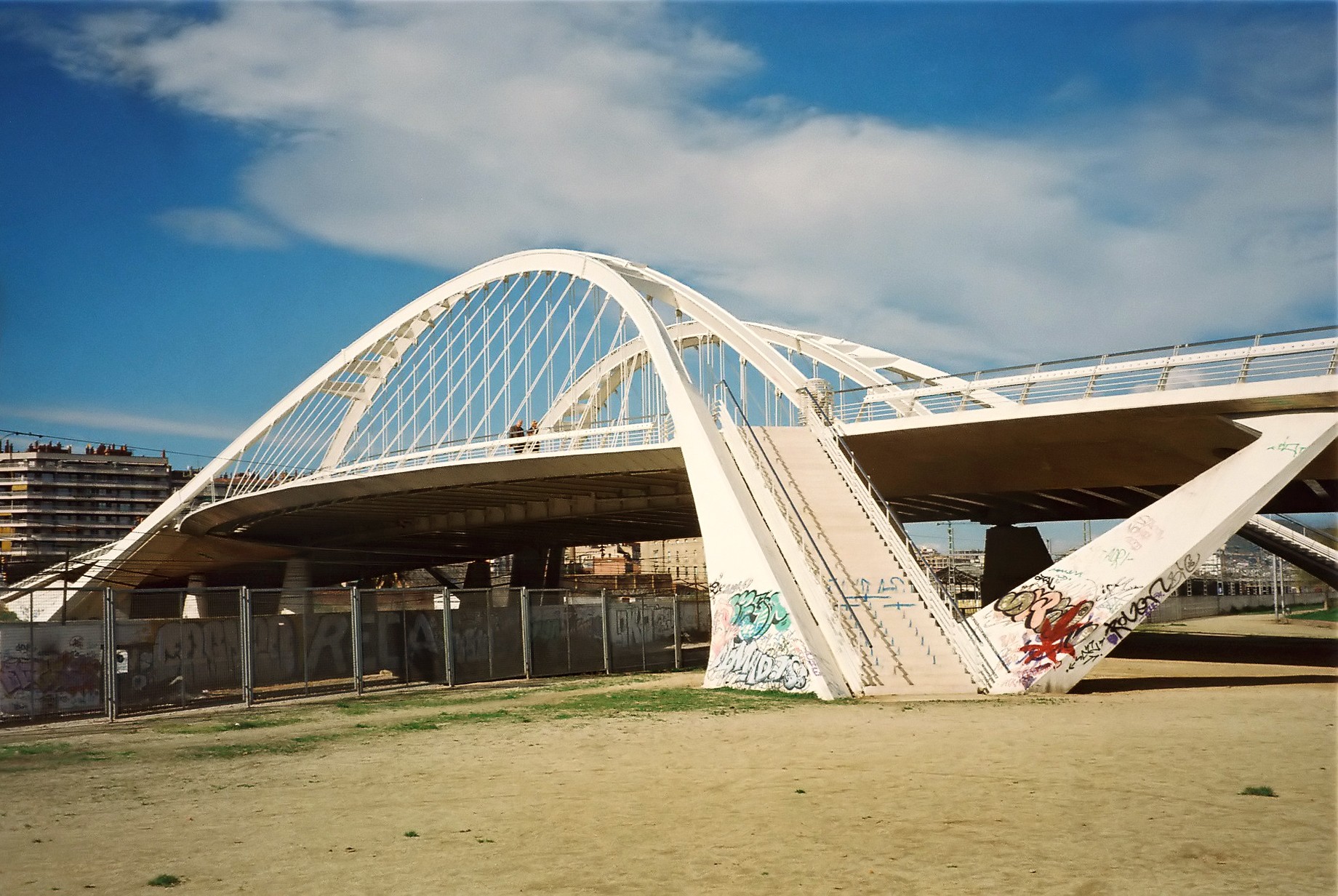
Vista el 2000
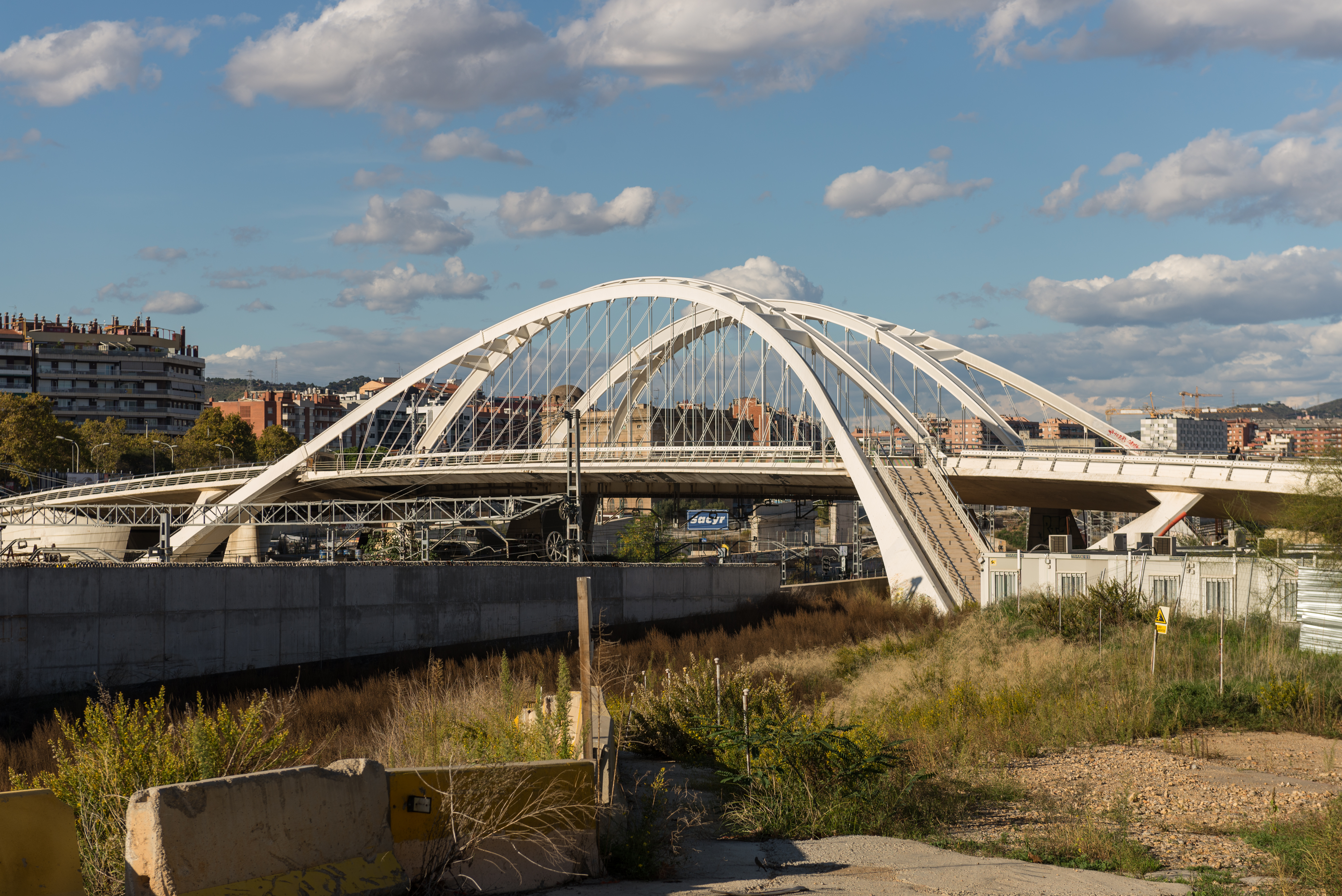
Imatge des del sud el 2015
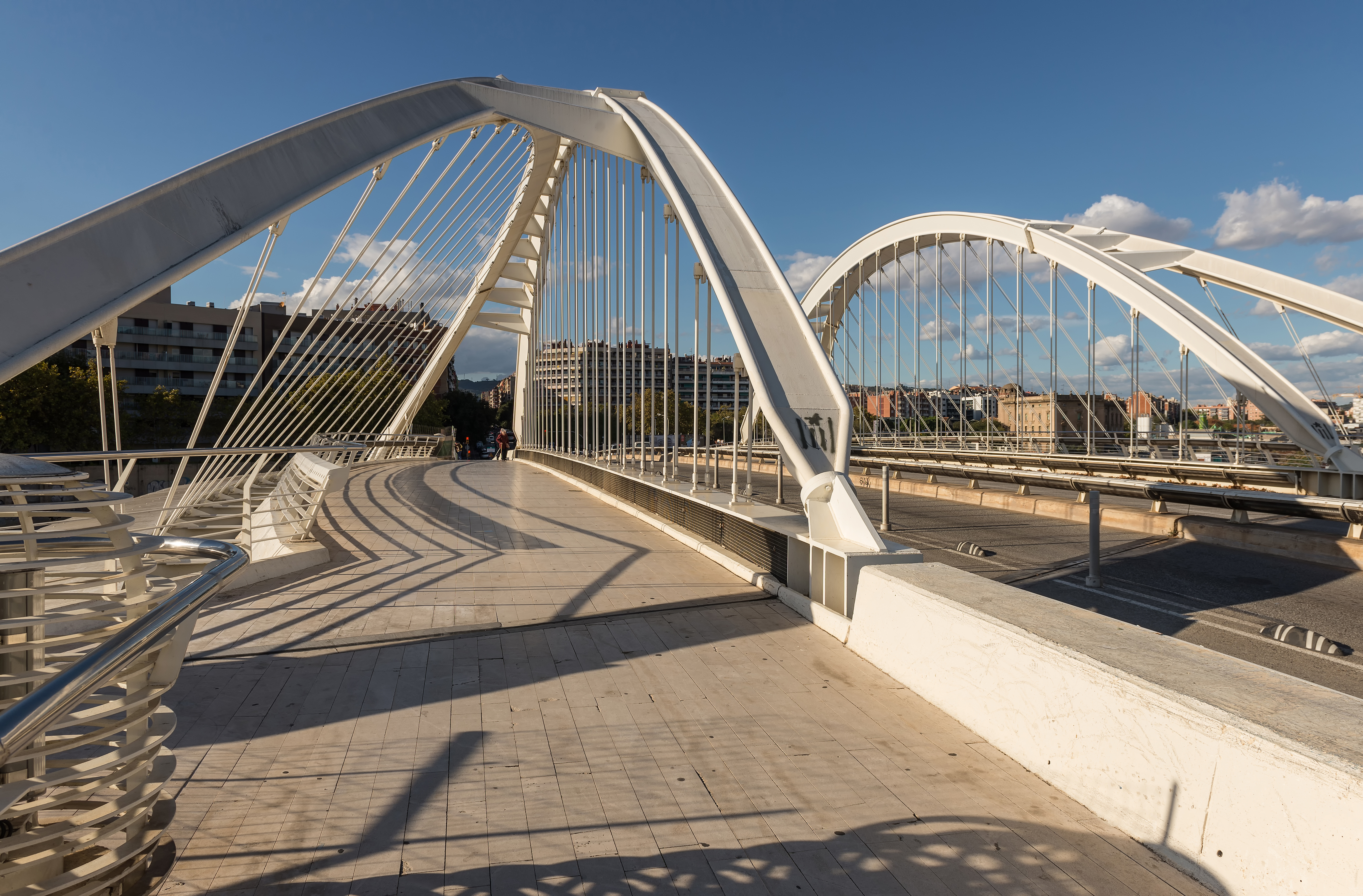
Pas de vianants
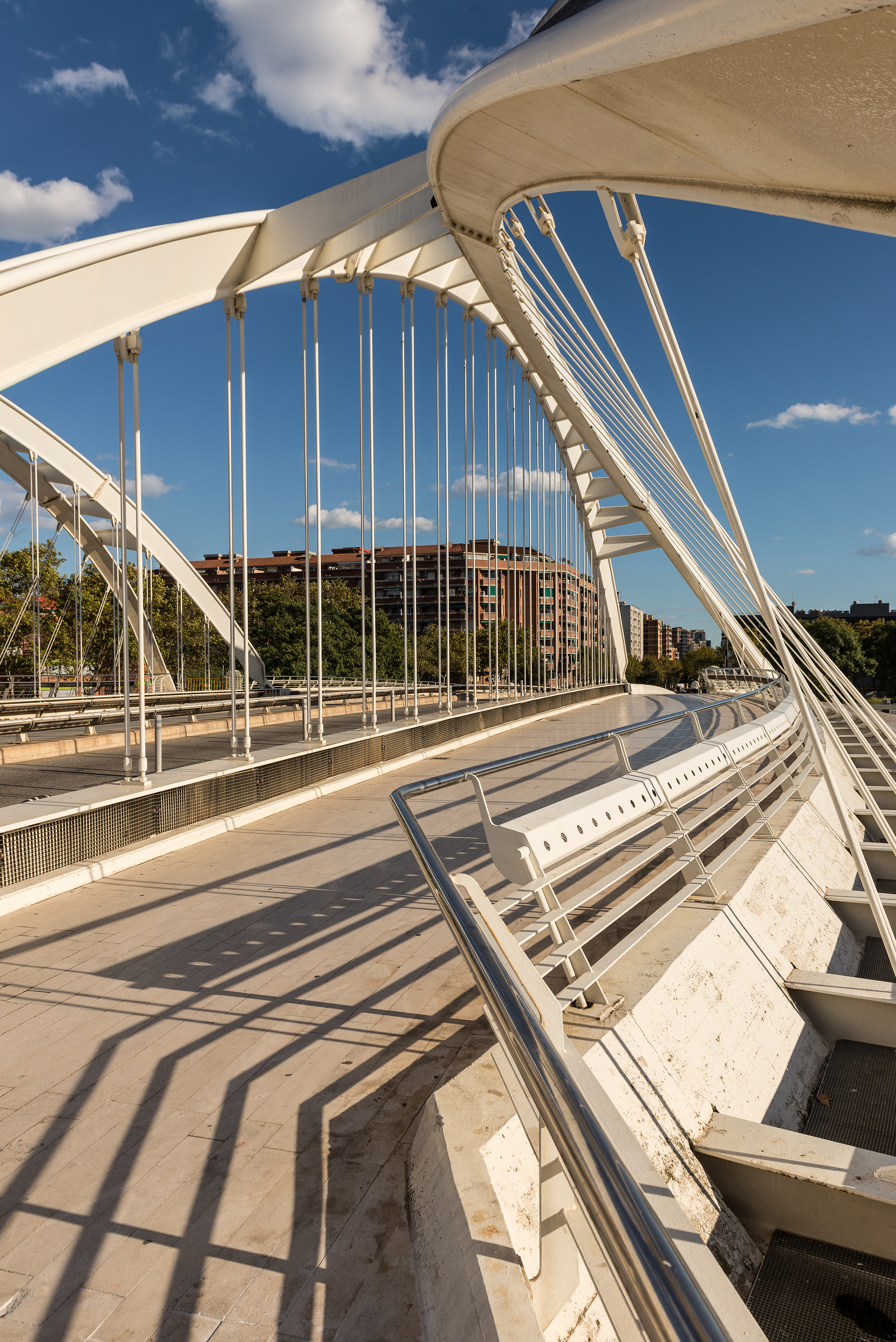
Detall del suport estructural
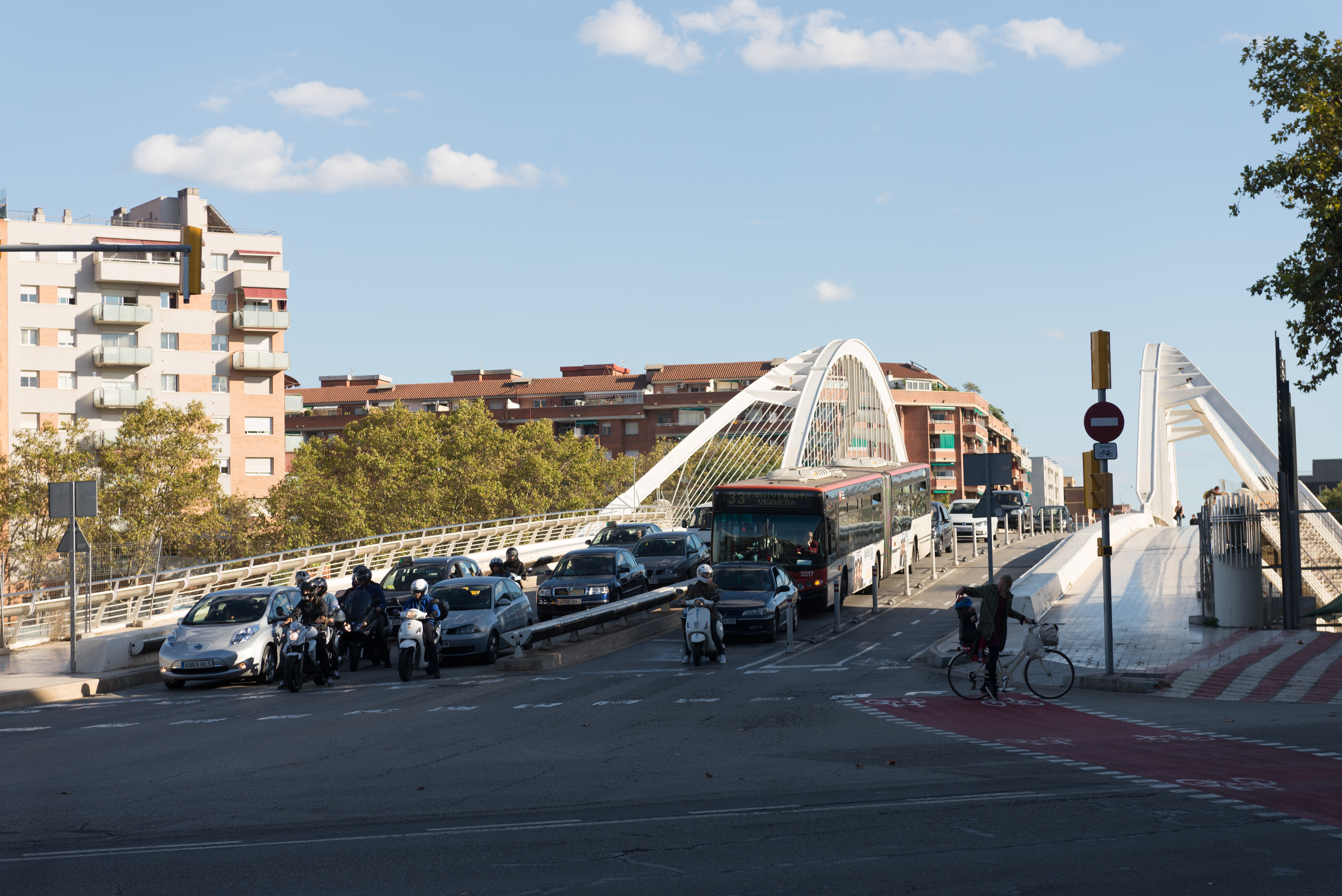
Imatge des del Carrer de Felip II
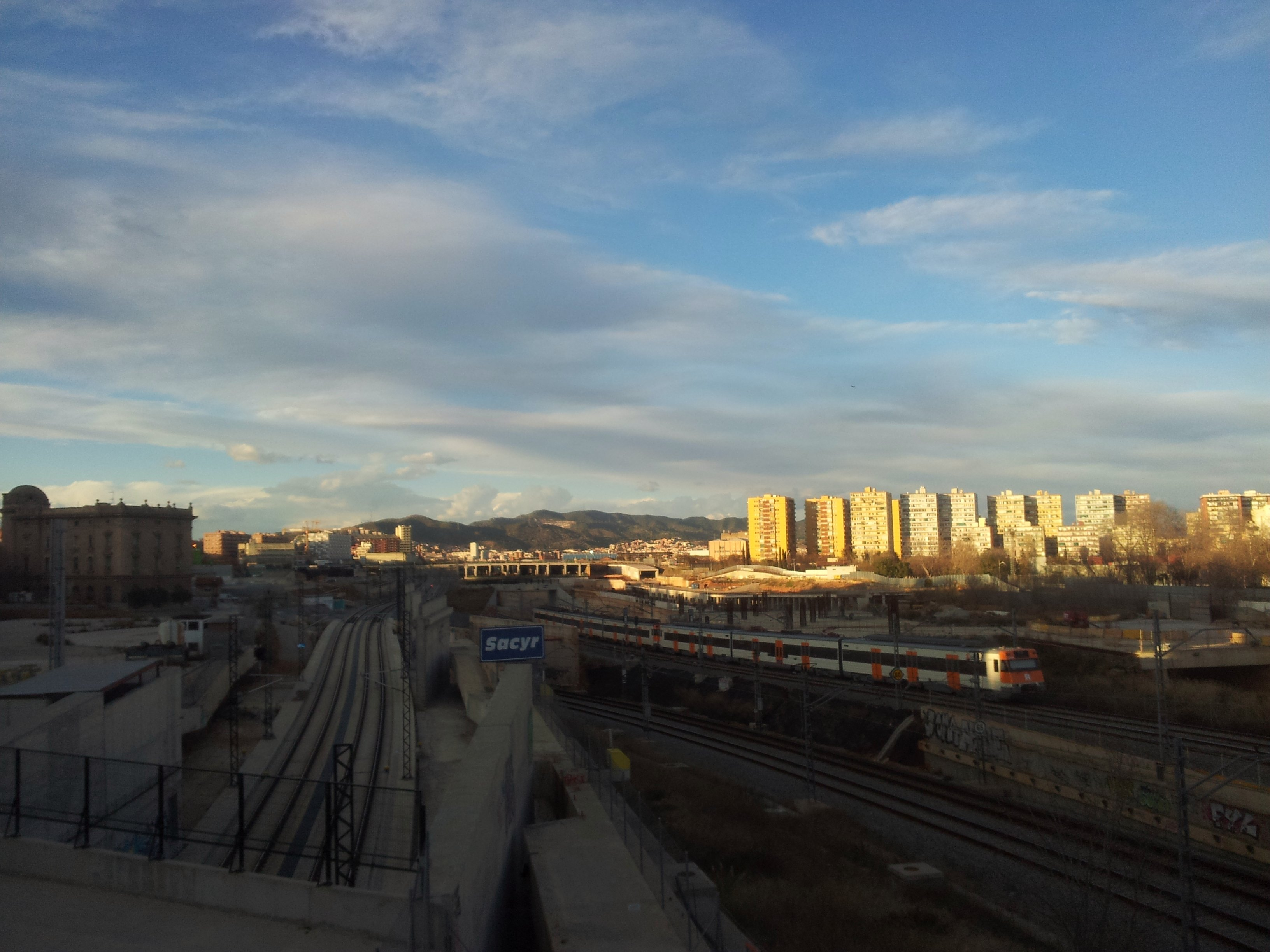
Vista direcció Vallès. A l'esquerra l'antiga estació de tren de la Sagrera i a la dreta edificis del barri de Sant Martí de Provençals. Al fons la serra de Marina.
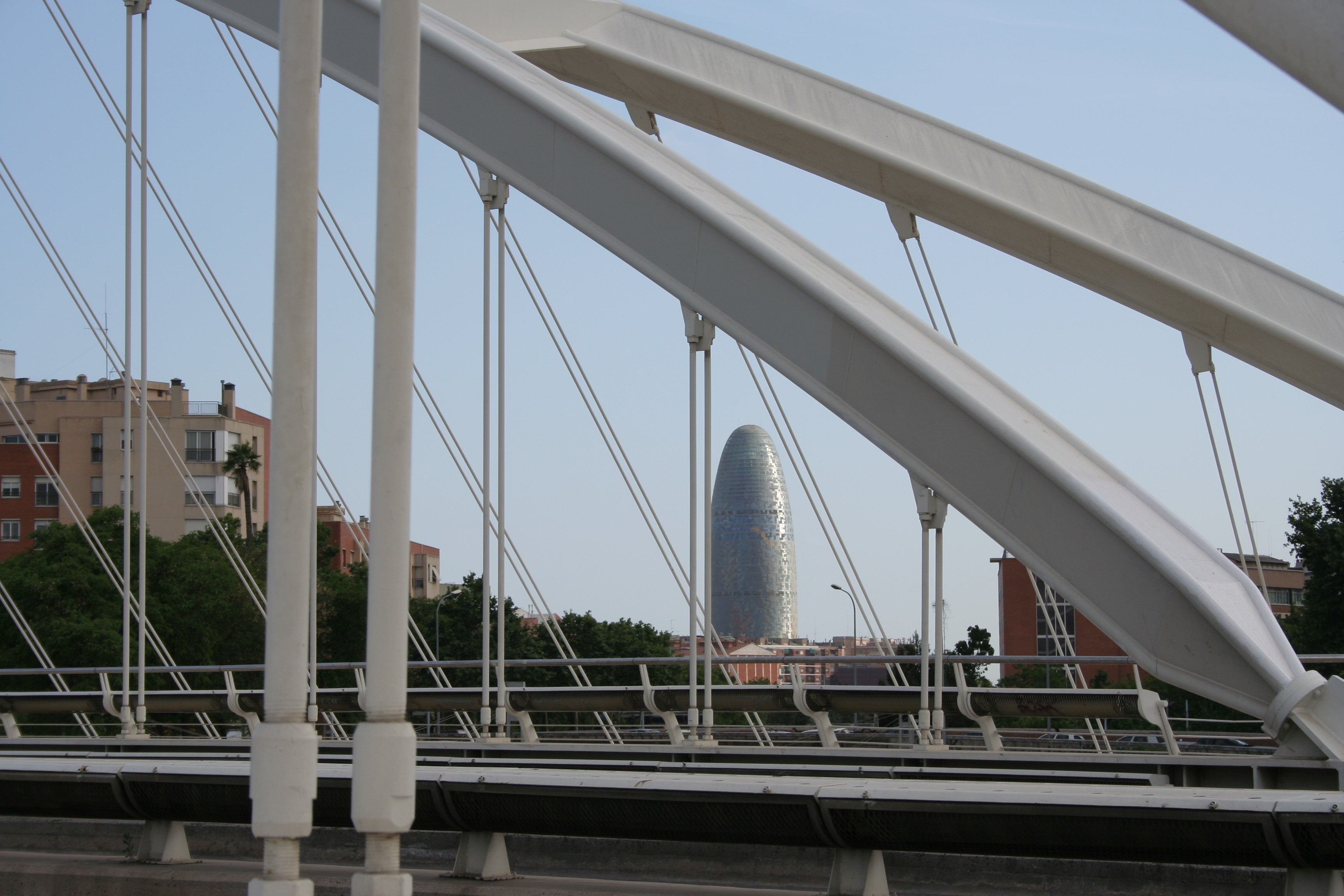
Vista direcció al Clot, on veiem al fons la Torre Agbar